# 愛知県道202号守山西線

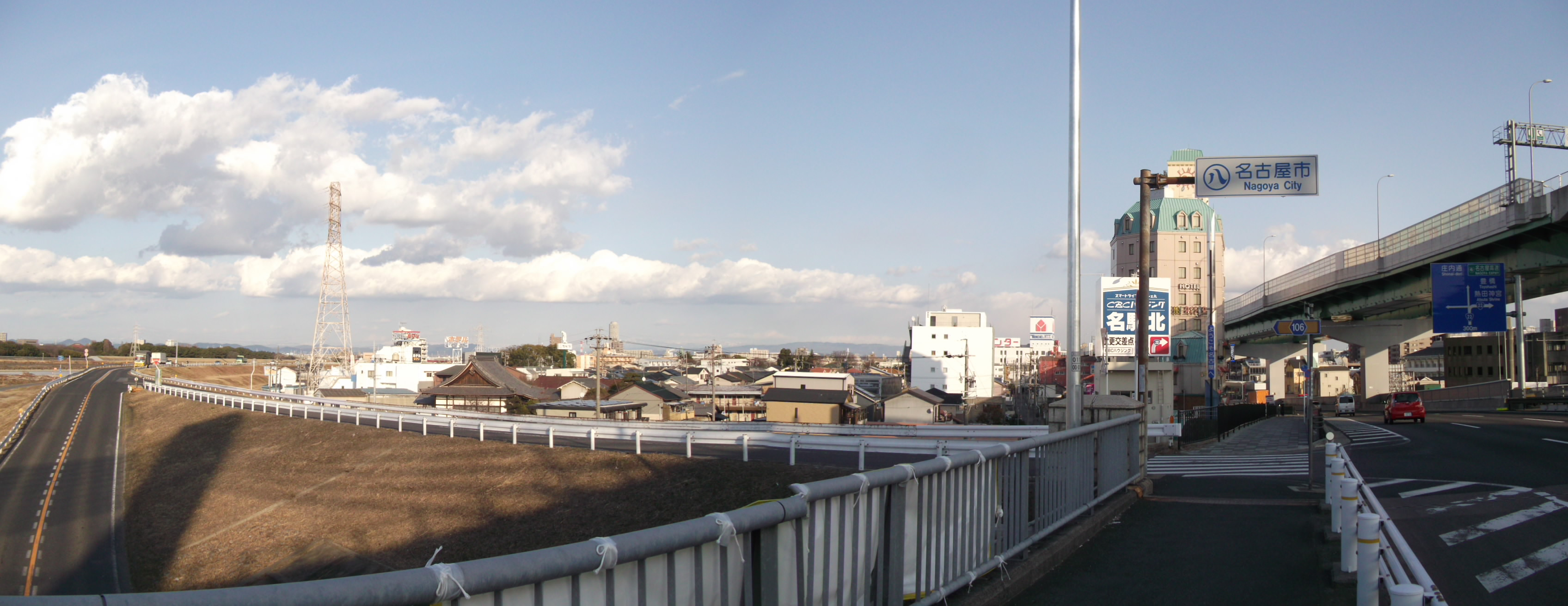
終点付近（2014年1月）

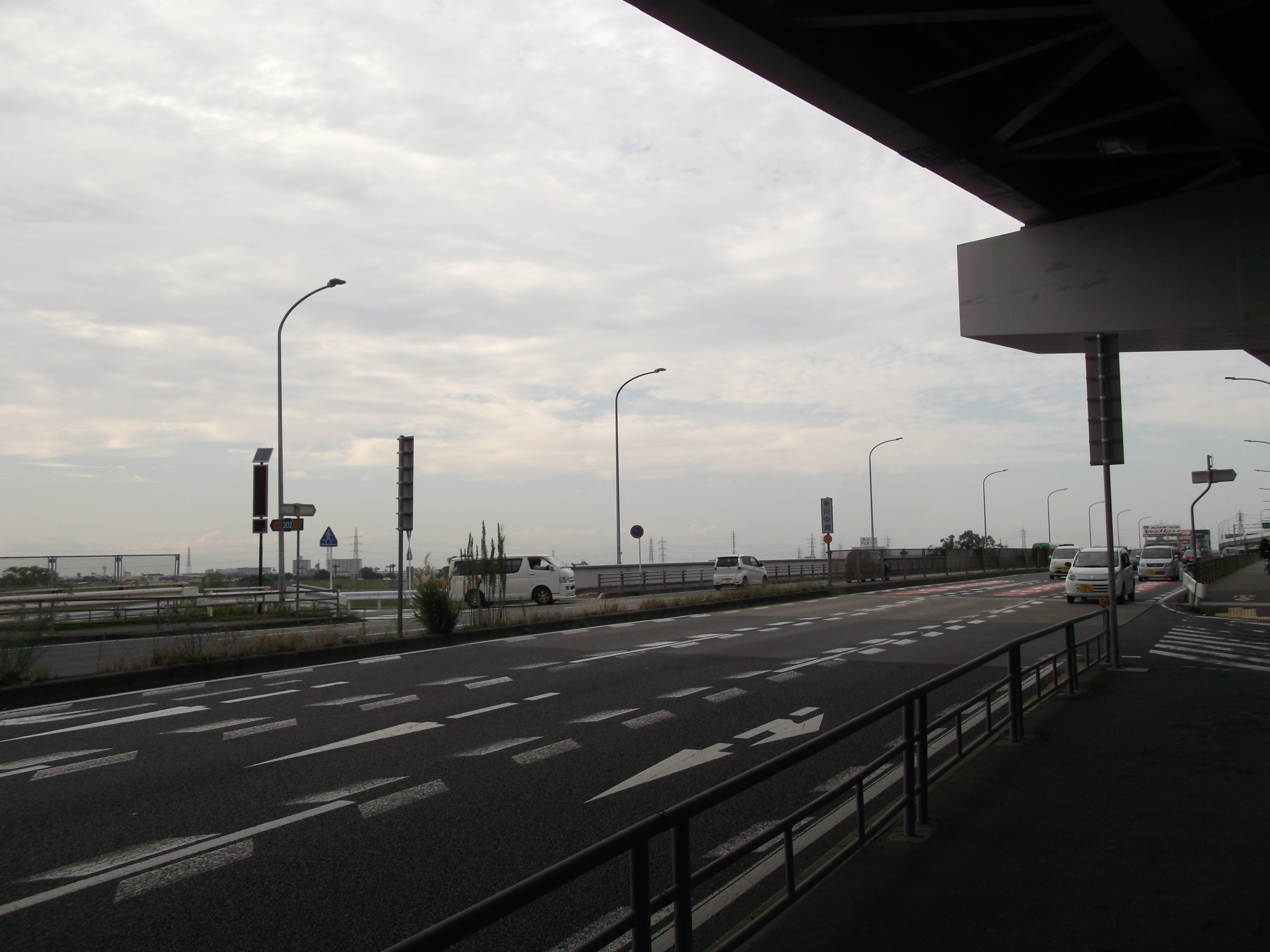
国道41号（空港線）との交点（2014年9月）

愛知県道202号守山西線（あいちけんどう202ごう もりやまにしせん）は、愛知県名古屋市守山区松坂町から同市西区堀越町に至る一般県道である。三階橋から新名西橋の間は矢田川および庄内川の堤防上を走る。また、名古屋ガイドウェイバスガイドウェイバス志段味線（ゆとりーとライン）が小幡緑地駅から川村駅にかけて道路上を通っている。

## 概要

### 路線データ
- 起点：愛知県名古屋市守山区松坂町北緯35度13分4.2秒 東経136度58分55.2秒 / 北緯35.217833度 東経136.982000度
- 終点：愛知県名古屋市西区堀越町北緯35度12分12.5秒 東経136度52分39.6秒 / 北緯35.203472度 東経136.877667度

## 沿革
- 1959年（昭和34年）12月15日 認定[1]

## 別名
- 木曽街道（名古屋市北区）
- 上街道（名古屋市北区）
- 旧国道41号（名古屋市北区）
- 天満通（名古屋市守山区）
- 松川橋線（名古屋市守山区）

## 通過する自治体
- 愛知県
  - 名古屋市（守山区 - 北区 - 西区）

## 交差する道路
| 接続する道路                             | 接続する場所 | 接続する場所 | 接続する場所                                             | 接続する場所 |
| ---------------------------------------- | ------------ | ------------ | -------------------------------------------------------- | --- |
| 愛知県道15号名古屋多治見線（竜泉寺街道） | 守山区       | 川東山       | 竜泉寺南交差点                                           | 北緯35度13分4.2秒 東経136度58分55.2秒 / 北緯35.217833度 東経136.982000度 |
| 愛知県道30号関田名古屋線                 | 守山区       | 川上町       | 松川橋南交差点                                           | 北緯35度12分51.4秒 東経136度58分9.9秒 / 北緯35.214278度 東経136.969417度 |
| 愛知県道59号名古屋中環状線               | 守山区       |              | 幸心交差点・高島町交差点間で重複                         | 北緯35度12分41.5秒 東経136度56分45.3秒 / 北緯35.211528度 東経136.945917度（幸心交差点） 北緯35度12分29.1秒 東経136度58分7.5秒 / 北緯35.208083度 東経136.968750度（高島町交差点） |
| 国道19号（下街道）                       | 守山区       |              | 瀬古交差点・幸心交差点間で重複                           | 北緯35度12分35.8秒 東経136度56分42.9秒 / 北緯35.209944度 東経136.945250度（瀬古交差点） 北緯35度12分41.5秒 東経136度56分45.3秒 / 北緯35.211528度 東経136.945917度（幸心交差点）  |
| 愛知県道102号名古屋犬山線（木曽街道）    | 守山区       |              | 神守交差点(信号機撤去)・三階橋南詰間で重複：直接直通不可 | 北緯35度12分36.5秒 東経136度55分52.1秒 / 北緯35.210139度 東経136.931139度（神守交差点）                                                                                          |
| 愛知県道102号名古屋犬山線（木曽街道）    | 北区         |              | 神守交差点(信号機撤去)・三階橋南詰間で重複：直接直通不可 | 北緯35度12分30秒 東経136度55分47.9秒 / 北緯35.20833度 東経136.929972度（三階橋）                                                                                                 |
| 国道41号（空港線）                       | 北区         | 成願寺町     | 新川中橋交差点 （アンダーパス有り）                      | 北緯35度13分4.2秒 東経136度54分37.1秒 / 北緯35.217833度 東経136.910306度 |
| 愛知県道63号名古屋江南線（名草線）       | 西区         | 稲生町       | 庄内川橋南交差点 （西行きのみアンダーパス有り）          | 北緯35度12分36.2秒 東経136度53分28.8秒 / 北緯35.210056度 東経136.891333度 |
| 国道22号（名岐バイパス）                 | 西区         | 堀越町       | 東行き車線のみ：新名西橋東詰                             | 北緯35度12分12.5秒 東経136度52分39.6秒 / 北緯35.203472度 東経136.877667度 |
| 愛知県道106号鳥ヶ地名古屋線              | 西区         | 堀越町       | 新名西橋東詰アンダーパス                                 | 北緯35度12分12.5秒 東経136度52分39.6秒 / 北緯35.203472度 東経136.877667度 |
| 愛知県道106号鳥ヶ地名古屋線              |              |              |                                                          | |

### 沿線
- 小幡緑地北緯35度13分10秒 東経136度59分17.4秒 / 北緯35.21944度 東経136.988167度
- 名古屋ガイドウェイバスガイドウェイバス志段味線（ゆとりーとライン） 小幡緑地駅北緯35度13分7.4秒 東経136度58分58.4秒 / 北緯35.218722度 東経136.982889度
- 名古屋ガイドウェイバスガイドウェイバス志段味線（ゆとりーとライン） 白沢渓谷駅北緯35度12分57.4秒 東経136度58分42.6秒 / 北緯35.215944度 東経136.978500度
- 名古屋ガイドウェイバスガイドウェイバス志段味線（ゆとりーとライン） 川村駅北緯35度12分50.9秒 東経136度58分7.4秒 / 北緯35.214139度 東経136.968722度
- 白沢郵便局北緯35度12分42.9秒 東経136度58分7.3秒 / 北緯35.211917度 東経136.968694度
- 瀬古郵便局
- 名古屋市立瀬古小学校北緯35度12分38秒 東経136度56分36秒 / 北緯35.21056度 東経136.94333度
- 守山友愛病院北緯35度12分33.4秒 東経136度56分33.9秒 / 北緯35.209278度 東経136.942750度
- 青柳本社北緯35度12分37.2秒 東経136度56分12.8秒 / 北緯35.210333度 東経136.936889度
- 三階橋北緯35度12分32秒 東経136度55分49.7秒 / 北緯35.20889度 東経136.930472度
- 水分橋緑地
- 名古屋市北スポーツセンター北緯35度12分56.5秒 東経136度54分48.9秒 / 北緯35.215694度 東経136.913583度
- ザ・シーン城北北緯35度12分57.3秒 東経136度54分45.5秒 / 北緯35.215917度 東経136.912639度
- あいち自動車学校北緯35度12分59.2秒 東経136度54分40.7秒 / 北緯35.216444度 東経136.911306度
- 城西福祉会自動車練習場北緯35度13分3.5秒 東経136度54分45.3秒 / 北緯35.217639度 東経136.912583度
- 庄内橋ゴルフ倶楽部
- 庄内橋自動車学校北緯35度12分40.2秒 東経136度53分35.2秒 / 北緯35.211167度 東経136.893111度
- 庄内公園